# Moreno Costanzo
Moreno Costanzo (ur. 20 lutego 1988 w Wil) – szwajcarski piłkarz występujący na pozycji pomocnika. Od 2017 jest zawodnikiem klubu FC Thun.

## Kariera klubowa
Costanzo zawodową karierę rozpoczynał w 2006 roku w klubie FC Sankt Gallen ze Swiss Super League. W tych rozgrywkach zadebiutował 6 sierpnia 2007 roku w przegranym 0:4 meczu z FC Sion. W sezonie 2006/2007 w barwach Sankt Gallen Costanzo rozegrał 1 ligowe spotkanie. Zagrał także 6 razy w drużynie FC Wil (Challenge League), gdzie grał na wypożyczeniu od sierpnia 2006 roku do grudnia 2006 roku. W 2008 roku spadł z zespołem do Challenge League. Po roku powrócił z nim do Swiss Super League. 12 lipca 2009 roku w wygranym 2:0 spotkaniu z FC Basel strzelił pierwszego gola w trakcie gry w tych rozgrywkach.
W 2010 roku Costanzo odszedł do innego klubu ekstraklasy, BSC Young Boys. Pierwsze ligowe spotkanie w jego barwach zaliczył 17 lipca 2010 roku przeciwko FC Thun (1:1). W 2015 roku wypożyczono go do najpierw do FC Aarau, a następnie do FC Vaduz. W 2017 trafił do FC Thun.

## Kariera reprezentacyjna
W reprezentacji Szwajcarii Costanzo zadebiutował 11 sierpnia 2010 roku w wygranym 1:0 towarzyskim meczu z Austrią. W tamtym spotkaniu strzelił także gola.